# André Chalmel
Pour les articles homonymes, voir Chalmel.
André Chalmel, né à Dol-de-Bretagne le 10 octobre 1949, est un ancien cycliste professionnel français, qui s'illustra d'abord comme équipier de Bernard Hinault, puis dans Bordeaux-Paris qu'il remporta en 1979. Cette année-là, il fut à deux doigts d'être champion du monde sur le circuit de Valkenburg (Pays-Bas). Il fut rattrapé in extremis à quelques centaines de mètres de la ligne par le peloton mené par Dietrich Thurau, ce qui permit à Jan Raas de s'imposer. 

## Biographie
André Chalmel gagne le derby Bordeaux-Paris couru le 20 mai 1979 à la moyenne record de 47,061 km/h, soit les 584,5 km en 12 h 25 min 12 s, après une échappée solitaire de 343 km (1).
Il a été président du syndicat des coureurs cyclistes, l'UNCP, de 1977 à 1983. Il s'occupe par la suite de la randonnée cycliste "la Bernard Hinault", organisée chaque année en Bretagne.

## Palmarès

### Palmarès amateur
- 1972
  - Trophée du Granit
  - 3e du Prix de la Saint-Laurent
- 1973
  - Une étape du Tour des Vosges
- 1974
  - Manche-Atlantique
  - Tour d'Ille-et-Vilaine :
    - Classement général
    - Une étape

  - 2e du Prix de la Saint-Laurent
  - 3e du championnat de France des comités

### Palmarès professionnel
| - 1975 - 3e étape du Tour de Luxembourg - 1976 - 3e du Tour du Haut-Var - 3e de Bordeaux-Paris - 1977 - Grand Prix de Plumelec - 3e de Bordeaux-Paris - 3e du championnat de France sur route - 3e du Grand Prix de Fourmies - 6e du championnat du monde sur route | - 1979 - Bordeaux-Paris - 4e du championnat du monde sur route - 1980 - 2e étape du Tour du Limousin - Grand Prix de la côte normande - 3e du Tour d'Armor - 1981 - 2eb étape de Paris-Nice (contre-la-montre par équipes) - Grand Prix d'Isbergues |  |

## Résultats sur les grands tours

### Tour de France
5 participations
- 1976 : 65e
- 1977 : 42e
- 1978 : 63e
- 1979 : 59e
- 1982 : 115e

### Tour d'Espagne
1 participation
- 1978 : 47e